# Ришибакто
Ришибакто (англ. и фр. Richibouctou) — город в графстве Кент провинции Нью-Брансуик (Канада).
Город расположен на реке Ришибакто, которая впадает в пролив Нортамберленд. Название города происходит из микмакского языка, и переводится как «Огненная река».
Деловая часть города расположена в устье реки и состоит из рыболовных доков, нескольких ресторанов и местных магазинов. Основой экономики города является ловля рыбы и омаров.
10 декабря 2009 года центральная часть города была охвачена пожаром, в результате чего практически полностью сгорела.

## Достопримечательности
- Гудзонский Оддайтис — видоизменённый маяк, ныне являющийся популярным туристическим аттракционом.
- Католический собор Сен-Луи де Гонзага, построенный в 1965 году. Он был спроектирован братьями Ройем и Беланже Монктонами, вдохновлёнными стилем архитектуры Félix Candela[3].

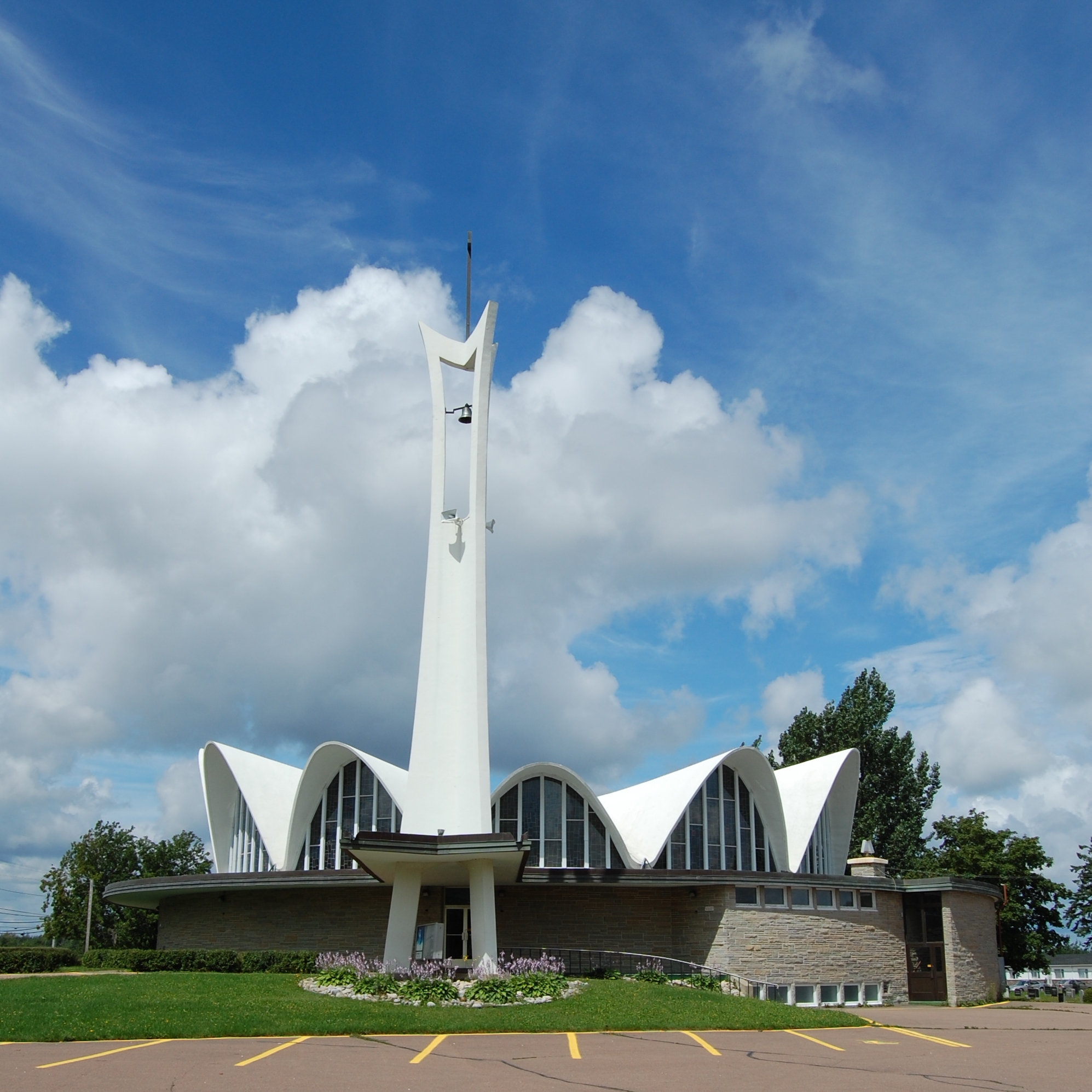
Католический собор Сен-Луи де Гонзага в Ришибакто

## Известные жители
- Уильям Чэндлер (1804—1856) — адвокат и судья.
- Джеймс Ханнэй (1842—1910) — судья.
- Джон Ливингстон (1837—1894) — редактор и журналист.
- Мюррей Мак Ларрен (1861—1942) — политик и доктор.
- Джордж Мак Леод (1836—1905)
- Джеймс Д. Финни (1844 — ?) — адвокат, судья и государственный деятель.
- Генри Пауэл (1855—1930) — политик.
- Льюис Робичод (1925—2005) — экс-премьер Нью-Брансуика (12 июля 1960 до 11 ноября 1970).
- Джон П. Тенасс (1849—1928) — индейский вождь.
- Питер Вениот (1863—1926) — экс-премьер Нью-Брансуика (с 1923 по 1925).
- Чарльз Уизли Уэлдом (1830—1896) — адвокат и политик.